# マッドマックス2
『マッドマックス2』（Mad Max 2、アメリカ公開版タイトル: The Road Warrior）は、1981年公開のオーストラリアの映画。
『マッドマックス』の続編。前作のヒットを受け、約10倍の費用をかけて製作されたバイオレンス・アクション映画。
大国同士による戦争後の荒廃した舞台設定、モヒカンヘアーで暴れまわる暴走族などを描いた世界観は、1980年代全般のSF映画をはじめ、『北斗の拳』など多くの作品に影響を与えた。
監督のジョージ・ミラーは本作を作るにあたり、世界各地の英雄神話を研究した書物であるジョゼフ・キャンベルの『千の顔を持つ英雄』を参考にしている。

## あらすじ
北部民族長老は、記憶が覚束ない老境に入っても尚、幼い頃に出会った「マックス」という名の一人の男についての記憶が強く残っていた。そんな彼の回想から物語は始まる。
前作の直後に二大国間で勃発した世界大戦により文明は崩壊、戦争の影響で多くが枯渇した石油を巡り、凶悪な暴走族が略奪を繰り広げる荒廃とした砂漠の世界へと変貌した。元警官のマックスは、前作で妻子の命を暴走族に奪われ、復讐を遂げた後は、相棒である犬（オーストラリアン・キャトル・ドッグ）と共に、改造を施した愛車V8インターセプターを走らせ、荒野をあてもなく彷徨い続ける日々を送っていた。
ある日、マックスはインターセプターの燃料を狙って追い回していたウェズ率いる暴走族のグループを追い払った後、道中で1機のオートジャイロを見つける。そこでパイロットのジャイロ・キャプテンの襲撃を受けるも返り討ちにし、命乞いする彼から近くに石油精製所があることを教えられる。マックスはジャイロ・キャプテンの道案内で周辺区域を縄張りとするヒューマンガス率いる暴走族の襲撃に日々脅かされている石油精製所へと辿り着き、その暴走族の中に自身を追い回していたウェズの姿も見つける。
石油精製所に近づく方法を模索するため張り込みを始めて数日、石油精製所から数台のバギーが出発し、暴走族に捕まる光景を目撃。鎖で拘束したジャイロ・キャプテンを置き去りにしたマックスは、ウェズの手により重傷を負った精製所の男を精製所に搬送し、所内に入る事に成功するも、直後に男は息を引き取ってしまった為、精製所リーダーのパッパガーロとの物資取引は頓挫、愛車も差し押さえられてしまう。直後、ヒューマンガスら暴走族が捕らえた住民を車両に磔にしながら接近すると「精製所を手放して立ち退けば命は保証する」という妥協案を突き付けて立ち去っていく。
ヒューマンガスの要求に、精製所の住民らが徹底抗戦か脱出かで意見が割れる最中、マックスはパッパガーロの計画に協力すると申し出、路上に放置されていたトレーラーの調達を請け負い、取引は成立。道中、ヒューマンガス達の妨害を受けるも、精製所に住む野生児のフェラル・キッドや放置していたジャイロ・キャプテンの協力を得てこれを遂行、住民たちが所望していたトレーラーを精製所に運び込み、信頼を得ることに成功する。
その夜、ヒューマンガスが報復として捕虜の処刑を行う中、住民から脱出遂行への共闘と旅の仲間になるよう持ちかけられたが、マックスはこれを拒否し、夜明けと共に精製所を後にする。直後、精製所から出発したのを知ったウェズの追撃を受けてインターセプターは大破し、マックスは負傷、犬も撃ち殺されてしまうが、ウェズの手下がインターセプターの燃料タンクに手を出したために自爆装置が作動、大爆発を起こし、ウェズ達は退散する。瀕死の所をジャイロ・キャプテンに救出され、再び精製所へと戻り手当を受けることとなる。
蘇生したマックスは一度は断った作戦だが、取引と関係無く、住民が目指す「太陽の楽園」へと向かう脱出行の手助けを決意、作戦の要となるトレーラーの運転を任され、パッパガーロ、ジャイロ・キャプテンら護衛のメンバーと共に精製所を出発。それと同時に暴走族を引きつけておいて、精製所を侵入した彼らもろとも爆破した。
トレーラーが牽引する燃料タンクに一斉に群がるヒューマンガスの部下を迎撃していくも、パッパガーロら護衛のメンバーは次々と討たれ、空から援護していたジャイロ・キャプテンも撃ち落され、復讐に燃えるウェズを急ブレーキでトレーラーから振り落とすも、マックスも深傷を負い窮地に陥ってしまう。死と暴走の果てに、マックスの運転するトレーラーは、フロントバンパーにしがみつきながら生きていた血だるまのウェズもろともヒューマンガスの車両と正面衝突、横転してしまう。生き残った暴走族のメンバーは、ヒューマンガスとウェズの死を察し、失意の中立ち去っていく。辛うじて助かったマックスは運転席から這い出すが、横転により破損したタンクから流れ出ていたものが燃料ではなく砂であり、囮に利用されていたと気づく。マックスがヒューマンガスとウェズらを引き付けている間に、燃料はドラム缶に小分けにされ、別ルートで脱出した住民が乗るバスで運び出すことに成功していた。作戦の全貌を知った直後、九死に一生を得たジャイロ・キャプテンと再会したマックスは、長く失っていた安堵の笑みを浮かべるのだった。
その日、夕暮れの路上に佇む傷だらけのマックスを、新たにリーダーとなったジャイロ・キャプテンが運転するバスの後部から、フェラル・キッドは見送った。のちに北部部族の長老となった彼が見た、マックスの最後の姿であった。

## 登場人物・キャスト

### 放浪者
マックス（マクシミリアン）・ロカタンスキー / Max "Maxmillian" Rockatansky
演 - メル・ギブソン
前作からの主人公。M.F.P.所属だった元警察官。前作で守るべき命である家族を目の前で失ったショックから心を閉ざしており、同じく前作で持ち出した愛車、V8インターセプターで行く宛の無い旅を続けていた。寡黙で意固地且つ利己的な性格だが、最終的には世の理不尽に抗うパッパガーロ達に無償で手を差し伸べる等、他人への優しさを完全には失っていない。前作からの愛用品であるストーガー水平二連式ソードオフ・ショットガンで武装し、全身を黒いレザースーツで固める。前作での負傷によりやや不自由となった左足に金属製補助器具を装着している。
ジャイロ・キャプテン / Gyro Captain
演 - ブルース・スペンス
小型オートジャイロを囮に強盗を働いていた男。自身のオートジャイロに近付いたマックスを先手で襲撃するも返り討ちに遭い許しを請い、殺害を免れる事を条件に油井施設がある場所までの案内役を申し出る。飛行帽と日除け付き飛行眼鏡、襤褸のコートに紫のマフラーを巻き、黄色の肌着にシューズといった風体。食材兼ジャイロ番の毒蛇、弩で武装。下卑た話を一人で延々と喋り、油井施設から取引を委託されたマックスを勝手に「パートナー」と呼び、成り行き上、暴走族との戦いにジャイロに乗って火炎瓶を武器に空から加勢する事となる。ヒューマンガス一味との戦いの最中に落命したパッパガーロの後任としてグループリーダーに就き「太陽の楽園」を目指した。

### 石油精製所
フェラル・キッド / Feral Kid
演 - エミル・ミンティ
鋭く砥がれた鋼鉄製のブーメランを自在に操る野生児。親は分からず言葉も話せないが、刃の付いたブーメランを素手で扱ってはいけないことや他人の会話は理解しているなど知能や知識は十分にある。「誕生日の歌」の音色を奏でるオルゴールをマックスから貰って以降、彼に懐くと共に強い憧れを抱く。犬の鳴き真似が得意。脱出作戦の際も周りの大人が危険と判断してマックスからキッドを引き離そうとするも頑なにこれを拒み、マックスの運転するトレーラーに同乗する。マックスと別れた後、成長してジャイロ・キャプテンの跡を引き継ぎ、北部民族のリーダーになった。
実はこの物語の語り手であり、劇中序盤と終盤のモノローグは年老いたキッドが語っているもので、本作がキッドの回想録でもある。老境に入り、記憶力が衰えていてもおかしくないが、マックスとの思い出は鮮明に思い出せるとのこと。
なお、「フェラル・キッド（Feral Kid）」というのは英語で「野生児」という意味。
パッパガーロ / Pappagallo
演 - マイケル・プレストン
石油精製所のリーダー。強い意志を持つ理想家であり、策略家でもある。暴走族に屈しそうになるメンバーに、人間としての誇りを守ることの大切さを説き、徹底抗戦を主張する。終盤の脱出作戦ではヒューマンガス一味から奪い取った「ザ・ローン・ウルフ」に乗ってマックスの乗るトレーラーの護衛にあたるも、作戦が成功したのち、フェラル・キッドを自身の車に乗り移るよう促している所をヒューマンガスの投げた槍が命中、背中から貫かれて戦死してしまう。
女戦士 / Warrior Woman
演 - バージニア・ヘイ
クロスボウを携え石油精製所を守る女性戦士。当初は無法者然としたマックスに辛く当たるが、約束を守ってトレーラーを持ってきた事から考えを改め、終盤ではマックスと共にトレーラーへ乗り込む。しかし、ウェズが撃ち込んできた4連ボウガンで致命傷を受けて戦死、トレーラーのタンクに括りつけられた有刺鉄線に引っかかった亡骸はヒューマンガスの部下によって路上に投げ落とされてしまう。
ゼッタ / Zetta
演 - ウィリアム・ゼッパ
石油精製所を守る戦士。サブリーダー的存在。終盤ではトレーラーへ護衛として乗り込み、火炎瓶とボウガンでヒューマンガス一味に応戦する。しかし、仲間達の中で真っ先に死亡する。
ジャイロの彼女 / The Captain's Girl
演 - アーキー・J・ホワイトリー
石油精製所の若いティーンエイジャーの娘、施設内看護班、単にLusty Girlとも呼ばれている。脱出前の夜、ジャイロ・キャプテンの懇意で秘密裏に二人だけで施設を抜け出ようと誘われたものの、直前に翻意して今まで暮らしてきた仲間を見捨てる事は出来ないとし、行動を共にする。
メカニック / Mechanic
演 - スティーブ・J・スピアーズ
石油精製所で車両の整備士をしていた躄（いざり）の男性。精製所内では即席のクレーンカーに吊られた状態でいる。マックスが届けてきたトレーラーを整備、補強を行い自身もトレーラーの護衛として乗り込み、火炎瓶でヒューマンガス一味に応戦する。しかし、ベアクロウ・モホークの放ったボウガンで自爆し火が燃え移ってしまう。これを必死に消火して戦死した女戦士を助け上げようとするも、ヒューマンガスの部下に女戦士の死体もろとも路上に投げ落とされて死亡する。
カーマジャン / Curmudgeon
演 - シド・ヘイレン
石油精製所で暮らしていた老人で、茶色の軍服とアーミーヘルメットを被り、常に日本刀を持っている。ヒューマンガスが和平を申し出た際、ヒューマンガスとの話し合いを提案する。楽観的な性格で、精製所から脱出して「太陽の楽園」を目指す旅に出ることに魅了されていた。
ビッグ・レベッカ / Big Rebecca
演 - モイラ・クロー
石油精製所を守っていた高齢の女性。ヒューマンガス達に対して弓矢で対抗していた。徹底抗戦を主張するパッパガーロに対し、夢のために死ねないとし、精製所を明け渡そうという姿勢を取っていた。
マックスが石油精製所にトレーラーを運び込んだ時、幸運の贈り物としてショットガンの弾薬をプレゼントしていた。
ネイサン / Nathan
演 - デビッド・タウナー
マックスが最初に出会った石油精製所の人物。石油精製所からバギーカーで去った時、待ち伏せしていたヒューマンガスの仲間に襲撃され、殺された。
クワイエット・マン / Quiet Man
演 - デイビット・スリングスビー
石油精製所の住民。ウェズが精製所に侵入した際、頭突きを食らわされ、頭部がへこみ死亡。
メカニックのアシスタント / Mechanic's Assistant
演 - クリストファー・グリーブス
石油精製所で車両の整備士をしている、メカニックのアシスタント。
壊れた生贄 / Broken Victim
演 - マックス・フェアチャイルド
石油精製所の住民。トレーラーを探しに向かった所を捕えられ、ヒューマンガス・トラックの晒し台に括りつけられた。脱出作戦の際にトレーラーの燃料タンクにぶつかり死亡。
反抗的な生贄 / Defiant Victim
演 - タイラー・コッパン
石油精製所の住民。トレーラーを探しに向かった所を捕えられ、ヒューマンガス・トラックの晒し台に括りつけられた。脱出作戦の際にトレーラーの燃料タンクにぶつかり死亡。
犠牲者 / Victim
演 - キャスリーン・マッケイ
石油精製所の住民。ネイサンと共に石油精製所からバギーカーで去った時、待ち伏せしていたヒューマンガスの仲間に襲撃され、暴行の末に殺された。

### 暴走族
ヒューマンガス / The Humungus
演 - ケル・ニルソン
配下から「Lord（君主）」「ロックンローラーのアヤトラ（伝道師）」と称され、精製所の石油をつけ狙う暴走族の首領。半裸で筋骨隆々、命令を無視して単独行動に出るウェズを絞め落とす腕力を持つ。Cooper HM6 ホッケーマスクで顔面を覆い、劇中で素顔が晒されることはないが、頭部背面は放射能の影響なのか異様な姿で禿げ上がっている。演説に長け、強力なカリスマを発揮し、石油精製所の一部の面々からも「話の通じる相手（a reasonable man）」と認められてはいるが、その実態は極めて暴力的かつ非道な側面を持つ。スコープ付きS&W M29と実弾5発入りケースを所持、ケース内には何らかの家族と思しき集合写真も同梱されているが本人との相関関係は劇中では語られてはいない。
マックス達の脱出作戦では自身の乗るトラックに備えていた槍を使ってパッパガーロを討ち取り、マックスにも槍を投げようとしたがジャイロ・キャプテンの火炎瓶攻撃に遭い、戦線から一時離れてしまう。亜酸化窒素ボンベで加速してトレーラーに追いつこうとしたところ、Uターンしてきたトレーラーと正面衝突して、トレーラーのフロントバンパーにしがみついていたウェズもろとも木っ端微塵に吹き飛んでしまう。
ウェズ・ジョーンズ / Wez
演 - ヴァーノン・ウェルズ
族の中で際立って好戦的で凶悪な一員。常にゴールデン・ユースをオートバイ後部座席に乗せ、黒い羽毛で装飾した衣装を纏い、頭髪を赤く染めたモヒカン刈りの暴徒。一味のボスにあたるヒューマンガスですら手を焼くほど凶暴な性格でヒューマンガスの制止を振り切り単独行動に出た事により鎖で拘束され行動を制限される。
マックス達の脱出作戦の際に戒めであった鎖の捕縛を解かれ追撃に加わり、水平4連ダートガンで女戦士を射殺。マックスが運転するトレーラーの走行阻止と殺害を謀るべくモーニングスター （棍棒の一種）を振り回しながら暴れまくる。一度は急ブレーキでトレーラーから落とされたかと思われたが、実際にはずっと車体にへばり付いており、車体前部に散らばったショットガンの弾を取ろうとしたフェラル・キッドを血だらけのまま掴もうとした瞬間、最後はトレーラーとヒューマンガスのトラックの正面衝突の間に挟まれ激突死する。
「革鎧を身につけたモヒカン頭の凶悪なバイク乗り」という造形は、以降のサブカルチャーにおける世紀末的世界観に大きな影響を与えた。イギリスの映画雑誌エンパイアによって、「映画史上最高の、悪の手下（henchman）」に選ばれている。また、ウェズを演じたヴァーノン・ウェルズも本作がきっかけで脚光を浴び、後に「コマンドー」でベネットの役を熱演する事にもなった。
トーディー / The Toadie
演 - マックス・フィップス
暴走族のメンバー。ウェズが投げた鋼鉄製のブーメランを、素手でキャッチしようとして右手の指を4本失う。マックスがインターセプターで石油精製所を離れた際、ウェズと共にこれを追跡、インターセプターを大破させてガソリンを奪おうとするも、インターセプターに搭載されていた自爆装置を作動させてしまい、爆死する。
端役ではあるが出演者としてはギブソン、スペンス、プレストンの次（4番目、5番目はウェルズ）という順のクレジット表記となっている。
ゴールデン・ユース / The Golden Youth
演 - ジェリー・オサリバン
ウェズが運転するオートバイ後部座席に搭乗する無口で金髪の青年。フェラル・キッドが投げた鋼鉄製のブーメランが頭に当たり死亡した。ウェズを演じたヴァーノン・ウェルズによると、もとはウェズに拾われた孤児という設定だという。
当初の設定では女性になるはずであったが、男性に変更された。
なお、「ゴールデン・ユース（The Golden Youth）」は「（髪が）金色の青年」という意味。
グリニング・モホーカー / Bearclaw Mohawk
演 - トニー・ディアリー
暴走族のメンバーの戦士。にやりとした顔が特徴。ネイサンらを殺した後、その場に現れたマックスに殴り倒される。
ベアクロウ・モホーク / Bearclaw Mohawk
演 - ガイ・ノリス
暴走族のメンバーの戦士。モヒカンにマスクをし、手に鋭い爪とボウガンを装備してる。終盤のトレーラーとのカーチェイスではサイドカーバイクに乗り込み、ボウガンでメカニックの火炎瓶攻撃を妨害、逆に女戦士のボウガンで負傷するも致命傷には至らず、トレーラーの運転席の後部ガラスを破ってマックスを右手の鉤爪で負傷させるも、フェラル・キッドの攻撃と女戦士のボウガンによる傷が原因でマックスの肩に右手を喰い込ませた状態で気絶、そのままトレーラーの横転に巻き込まれて死亡する。
テント・ラヴァー / Tent Lover
演 - アン・ジョーンズ、ジェームズ・マッカーデル
テント内でセックスをしていた女性と男性戦士。男性戦士の方はトレーラーとのカーチェイスの際に、トレーラーのタイヤをボウガンで狙おうとするもタイヤに巻き込まれ死亡した。

## 用語
犬 / "Dog"
マックスの相棒の犬。オーストラリアン・キャトル・ドッグと呼ばれる犬種。マックスには忠実で、屡々彼のサポートに回っていた。最後はヒューマンガスの部下にボウガンで殺された。
また4作目『マッドマックス 怒りのデス・ロード』でも人々がマックスを非難する、マックスのフラッシュバックのシーンでオーストラリアン・キャトル・ドッグの犬種が撮影で使われたが、犬の登場シーンは劇場上映された時、カットされている。
因みに、2015年のゲーム版では、毛並みの模様や色が多少、異なるマックスの新たな仲間として同じオーストラリアン・キャトル・ドッグの犬種の犬が登場している。
石油精製所　Oil Refinery
荒地と化したアウトバックの「ウェストランド」にあるパッパガーロ率いる一団が暮らす石油精製所。「プレシャス・ジュース」「Guzzolene」なる希少な燃料を備蓄している為、ヒューマンガス率いる暴走族に狙われていた。パッパガーロ達が精製所から脱出した後、最後は浸入した暴走族もろとも精製所を爆破させた。住民らの他に鶏、兎、豚、駱駝などの家畜を施設内に保有。
Guzzolene
マッドマックス・シリーズでガソリンを指す名前。映画の中でこの言葉が度々出てくる。
パウダー川 / Powder River
パッパガーロによると石油精製所の近くにあったとされる川。
太陽の楽園 / Sunshine Coast
施設から3,200km離れた場所にあるとされる場所。新鮮な水、穏やかな気候に恵まれた地とされるが手がかりは観光パンフレットだけである。
日本語訳では「太陽の楽園」という幻想的な名前にされているが、パンフレットに書かれている「サンシャイン・コースト（Sunshine Coast）」はオーストラリア大陸東端部に実在し、観光地として有名な地域である。

## 日本語吹替
| 役名                       | 俳優                      | 日本語吹替 | 日本語吹替                                      | 日本語吹替                                            | 日本語吹替                                              |
| 役名                       | 俳優                      | フジテレビ版                                                                                                  | TBS版                                           | テレビ朝日版                                          | スーパーチャージャー版                                  |
| -------------------------- | ------------------------- | --- | ----------------------------------------------- | ----------------------------------------------------- | ------------------------------------------------------- |
| マックス                   | メル・ギブソン            | 柴田恭兵 | 鈴置洋孝                                        | 山寺宏一                                              | 安原義人                                                |
| ジャイロ・キャプテン       | ブルース・スペンス        | ジョニー大倉                                                                                                  | 青野武                                          | 牛山茂                                                | 多田野曜平                                              |
| パッパガーロ               | マイク・プレストン        | 小林清志 | 若本規夫                                        | 堀勝之祐                                              | 郷田ほづみ                                              |
| ヒューマンガス             | ケル・ニルソン            | 柴田秀勝 | 島香裕                                          | 麦人                                                  | 手塚秀彰                                                |
| ウェズ・ジョーンズ         | ヴァーノン・ウェルズ      | 渡部猛 | 大友龍三郎                                      | 若本規夫                                              | 黒澤剛史                                                |
| トーディー                 | マックス・フィップス      | | 牛山茂                                          | 小島敏彦                                              | 小形満                                                  |
| 女戦士                     | ヴァージニア・ヘイ        | 小宮和枝 | 金野恵子                                        | 日野由利加                                            | 佐竹海莉                                                |
| ゼッタ                     | ウィリアム・ゼッパ        | 千田光男 | 佐古正人                                        | 仲野裕                                                | 水越健                                                  |
| メカニック                 | スティーブ・J・スピアーズ | 水鳥鐵夫 | 塩屋浩三                                        | 天田益男                                              | 中村和正                                                |
| ジャイロの彼女             | アーキー・J・ホワイトリー | | 相沢恵子                                        | 藤枝成子                                              | 合田絵利                                                |
| カーマジャン               | シド・ヘイレン            | 大宮悌二 | 宮内幸平                                        | 藤本譲                                                | 麦人                                                    |
| 野生児（フェラル・キッド） | エミル・ミンティ          | |                                                 |                                                       |                                                         |
| 役不明またはその他         | N/A                       | 鈴木勝美 有本欽隆 高橋ひろ子 稲葉実 笹岡繁蔵 清川元夢 田中康郎 大滝進矢 幹本雄之 向殿あさみ 高木早苗 目黒裕一 | 一柳みる 大滝進矢 辻親八 星野充昭               | 火野カチコ 宝亀克寿 峰恵研 中多和宏 大黒和広 小川智子 | 入江純 山岸治雄 小林達也 浅科准平 中村章吾 まつだ志緒理 |
|                            |                           | |                                                 |                                                       |                                                         |
| 演出                       |                           | 春日正伸 | 福永莞爾                                        | 松川睦                                                | 羽田野千賀子                                            |
| 翻訳                       |                           | 宇津木道子 | 宇津木道子                                      | 久保喜昭                                              | 久保喜昭                                                |
| 効果                       |                           | 遠藤堯雄 桜井俊哉                                                                                             |                                                 | リレーション                                          |                                                         |
| プロデューサー             |                           | 山形淳二 | 上田正人                                        | 圓井一夫 山川秀樹                                     |                                                         |
| 調整                       |                           | 堀内勉 |                                                 | 長井利親                                              | オムニバス・ジャパン                                    |
| 解説                       |                           | 高島忠夫 |                                                 | 淀川長治                                              |                                                         |
| 製作                       |                           | 東北新社 | 東北新社 TBS                                    | ムービーテレビジョン                                  | 東北新社                                                |
| 初回放送                   |                           | 1984年10月13日 『ゴールデン洋画劇場』 21:02-22:54                                                             | 1991年11月27日 『水曜ロードショー』 21:00-22:54 | 1997年8月17日 『日曜洋画劇場』 21:02-22:54            | 2015年6月26日 『シネマクラッシュ』 20:00-21:54          |
| 再放送                     |                           | 1987年11月3日 『ザ・ロードショー』 20:00-21:54                                                                |                                                 |                                                       |                                                         |

- フジテレビ版：本作の放送の約一か月後の1984年11月17日に劇場公開された東宝映画『チ・ン・ピ・ラ』の宣伝を兼ねて実現された企画だった。
- テレビ朝日版：廉価商品を含む全てのBD・4K Ultra HDに収録。
- 『マッドマックス トリロジー スーパーチャージャー・エディション ブルーレイ版 スチールブック仕様』、『マッドマックス2 日本語吹替音声追加収録版』にはテレビ朝日版、初収録となるTBS版に併せ新規製作されたスーパーチャージャー版の3種の吹替音声が収録された。
- 『マッドマックス アンソロジー メタルケース&スチールブック仕様』に同梱の4K Ultra HDディスクにフジテレビ版を含む上記4種の吹替音声を全て収録。

## 日本語字幕
岡枝慎二

## 作品解説
舞台は前作のオーストラリアの片田舎から荒野に変わり、マックス以外の登場人物も全て一新されている。また、前作では当時のオーストラリアで社会問題となっていた暴走族の根絶というテーマを含有していたが、本作はより激しいカーチェイスを前面に押し出したアクション映画としての側面が強い。製作費は前作の約10倍だが、その大部分はマシーンの改造費に当てられていた。
アメリカ公開時のタイトルは、『Mad Max 2』ではなく副題の『The Road Warrior』だった。当時のアメリカでは前作の知名度が低く、『マッドマックス』の続編という認識が成り立ちにくかったためである（オーストラリアでは初公開時から『Mad Max 2』）。LD・DVD版は、ジャケットでは「MAD MAX 2」、本編フィルムでは「The Road Warrior」と表記されている。ブルーレイ版はこの逆である。作中の老いたフェラル・キッドのマックスに関する回想場面にて、老フェラル・キッドのセリフは「マックス＝ロード・ウォリアー」と併用した呼称となっている。
配役も決まった撮影開始前、ギブスンとスペンスはミラー監督から「シェーン」と「用心棒」の2作品の鑑賞を指示され、役を練り込んで撮影に望んだ。

## 受賞
| 年   | 映画賞                                   | 賞                       | 結果       |
| ---- | ---------------------------------------- | ------------------------ | ---------- |
| 1982 | 第8回ロサンゼルス映画批評家協会賞        | 外国映画賞               | 受賞       |
| 1982 | アボリアッツ国際ファンタスティック映画祭 | グランプリ               | 受賞       |
| 1982 | オーストラリア映画テレビ芸術アカデミー賞 | 監督賞                   | 受賞       |
| 1982 | オーストラリア映画テレビ芸術アカデミー賞 | 録音賞                   | 受賞       |
| 1982 | オーストラリア映画テレビ芸術アカデミー賞 | プロダクションデザイン賞 | 受賞       |
| 1982 | オーストラリア映画テレビ芸術アカデミー賞 | 衣裳デザイン賞           | 受賞       |
| 1982 | オーストラリア映画テレビ芸術アカデミー賞 | 編集賞                   | 受賞       |
| 1982 | オーストラリア映画テレビ芸術アカデミー賞 | 作曲賞                   | ノミネート |
| 1982 | オーストラリア映画テレビ芸術アカデミー賞 | 撮影賞                   | ノミネート |
| 1983 | ヒューゴー賞                             | 映像部門                 | ノミネート |
| 1983 | サターン賞                               | 国際映画賞               | 受賞       |
| 1983 | サターン賞                               | 主演男優賞               | ノミネート |
| 1983 | サターン賞                               | 助演男優賞               | ノミネート |
| 1983 | サターン賞                               | 監督賞                   | ノミネート |
| 1983 | サターン賞                               | 脚本賞                   | ノミネート |
| 1983 | サターン賞                               | 衣装デザイン賞           | ノミネート |

## 主に登場する乗り物
- フォード・ファルコンXB（英語版）・GTクーペ 1973（V8インターセプター）
  - M.F.P.班により整備、改造を施された漆黒の対暴走車両特殊改造車、600馬力、対燃料窃盗者用に爆破装置付き。フォード・ファルコンをベースにした黒色の車体と、スーパーチャージャーを搭載（1作目のウェイアンド製からSBCクラガー製に変更）しており、オーバー・ヘッドツイン・カムV8エンジン搭載FRカスタム“迎撃車”。前作でマックスが無断で持ち出してから、以降彼の愛車となった。前作と比較してやや年季の入った姿となっており、トランク部分には大型燃料タンクが二つ設けられている。パッパガーロ達の石油精製所から出た直後、ウェズ達の一撃でフロントガラスを粉砕されて横転、大破する。しかし、積算した大量の燃料を得ようとタンクに手を出した事で車体下に設置されていた爆破装置が作動し爆発、炎上。シリーズ4作目の『マッドマックス 怒りのデス・ロード』では本作のインターセプターの造形とほぼそのままの状態で復活しており、前日譚コミック『Mad Max Fury Road Mad Max #1』の設定によると破壊された後、マックスは再び作り直す為、長らく修理していたとされている。
- マック・R-600（英語版） クールパワー / “Mack R-600 Coolpower”
  - 石油精製所で暮らす人達が「太陽の楽園」を目指す為、使用したタンカートレーラー。所々に矢尻が刺さりハイウェイ上で停止していた輸送トラックで、運転席には絶命してから暫く経ったと思われる腐乱しかけた男が座っており、その手には「ハッピーバースデートゥーユー」の手巻きオルゴールを握っていた。後、マックスが精製所から脱出しようとしているパッパガーロ達の為に頼まれて精製所まで運転して持って来た。終盤ではメカニックの手で整備と補強が施され、オイルタンクを連結し、マックスが運転した。最終的にヒューマンガス・トラックとの正面衝突で操縦不能となり横転、大破する。実は、このトレーラー自体がパッパガーロの起てた脱出作戦の囮役で、連結されていたオイルタンクの中身はガソリンではなく大量の砂が入っていた。
  - マック・Rシリーズのトラックを改造して使っている。
- ザ・ローン・ウルフ / “The Lone Wolf”
  - 石油精製所に暴走族が侵入した際、パッパガーロ達が手に入れた暴走族の改造車両。精製所から脱出した時はパッパガーロが運転して乗っており、ヒューマンガス一味との戦いを終えるとマックスがこの車両を譲り受けた。
- ヒューマンガス・トラック / “Humungus' Truck”
  - ヒューマンガスが乗る六輪駆動の改造トラック。スピードを上げるための亜酸化窒素ボンベを搭載し、側面にはヒューマンガスが作った槍が左右1本ずつ備えられている。フロントパンパー部分には捕虜を晒す為の晒し台が設けられており、序盤で石油精製所からトレーラーを探しに向かった所を捕えた石油精製所の男2人を括りつけていた。
- カワサキ・Z1 900
  - ウェズとゴールデン・ユースのコンビが乗っていたオートバイ。
- スネーク・トラック /  "Snake Truck"
  - フォード・F-100（英語版）。後部荷台に台座で設置した水平4連ダートガン装備、赤色の車体横に蛇の絵。
- コップ・カー /  "Cop Car"
  - 1974年型フォード・フェアレーンZG（英語版）。パトカーを模した暴走族の車の1台。
- フォース10 /  "Force 10"
  - 1973年型クライスラー・バリアント・チャージャー（英語版）。パトカーを模した暴走族の車の1台。
- クライスラー / “Chrysler”
  - 1971年型クライスラー・CH（英語版）ハードトップ。
- ランダウ /  "Landau"
  - 1973年型フォード・ランダウ（英語版）。冒頭でマックスを襲った暴走族の車の1台。
- レッドXAバット
  - 1972年型フォード・ファルコンXA（英語版）クーペ
- レッドモナーロ
  - 1971年型ホールデン・モナーロHQ
- フォードFピックアップトラック
- 1974年型ホールデン・ステーツマンHQ（英語版）

## カットされていたシーン
ブルーレイ版では、ウェズが腕に刺さった矢を引き抜くシーンが復活している。

## 影響
本作の大ヒットは、漫画『北斗の拳』以外にも多方面に影響を与えた。例えば、アメリカのプロレスのタッグチーム「ロード・ウォリアーズ」は、本作の副題と世界観を踏襲して作られたユニットで、アメリカのみならず世界中で大人気となった。
映画『ウォーターワールド』は主要なインスピレーションとしてマッドマックス2を引用した映画で、脚本を書いたデヴィッド・トゥーヒーもマッドマックス2のファンだったのでそのことを認めている。

## ノベライズ
1982年に映画の脚本を担当したテリー・ヘイズによって書かれたノベライズ小説版が出版された。

## ゲーム
- マッドマックス（Mindscape社がNintendo Entertainment System用ゲームソフトとして1990年に発売した、マッドマックス2の世界を舞台にしたアクションゲーム）
- THE逃走ハイウエイ2〜THELordWARrear2050〜

マッドマックス2の世界観をもとに作成されており、核戦争後の世界という設定やインターセプターのようなマシン、マックスのような服を着た主人公などが出てくる。

## エピソード
- しばしば本作の設定を「核戦争後の世界」とすることがあるが、実際には劇中で核戦争の描写や言及はない[注 9][注 10]、土地が荒野なのは舞台の地方の自然環境である。
- 現場は物語の時系列に沿った進行で撮影が行われる。この撮影方法は非効率的でコストも悪い手段だったがミラーも解っていた上で作品に取り掛かった。
- 本作はメル・ギブソンをスターに押し上げた作品だが、彼のセリフは劇中を通して17回しかない。
- ヒューマンガスを演じたケル・ニルソンはスウェーデンの重量挙げ選手出身で、オーストラリア人の妻の仕事が女優業で夫婦共に役者としてオーストラリアにて仕事を始めた頃、本作のヒューマンガス役に抜擢された。頭髪がほとんど残っていない脈打つ頭皮は被り物の装身具である。
- ヴァーノン・ウェルズ演ずるウェズの衣装は、尻が露出している構造になっているが、ロケ地となった砂漠地帯は寒暖の差が激しく、上は50℃の灼熱から下は氷点下まで、大きく、かつ急激に気温が変化するので、気温が大きく下がると人間の尻が紫色に変色する現象を利用してヴァーノンの尻を温度計代わりにして撮影スケジュールを調整した。
- 日本公開時、メル・ギブソンが来日して宣伝用で作られたインターセプターを登場させるデモンストレーションが行なわれた。
- 日本テレビは本編撮影中にオンエア用のメイキング特番向けオーストラリア入りして現場での模様を撮影している。バイクのスタントで大腿骨骨折のアクシデントが発生したシーンも生々しくオンエアしている。